# Paddestraat
Paddestraat er en vej i det Flamske Ardenner i Velzeke, en landsby i den belgiske kommune Zottegem. Brostensvejen starter på det romerske torv i Velzeke og løber vestpå til Zwalmbeek ved grænsen til Roborst (Zwalm), hvor navnet skifter til Borstekouterstraat.

## Historie
Paddestraat blev allerede i 1672 kendt som inde padestraete og i 1703 som de paddestrate. Navnet stammer fra det faktum, at skrubtudsen, der er en padde, om foråret i regnvejr krydser vejen i stort antal om aftenen, på vej til deres ynglesteder ved Molenbeek.
Brostensstrækningen af Paddestraat blev fredet som kulturejendom i 1995.

## Cykelsport
Vejen er flere gange blevet inkluderet i ruten for de flamske forårsklassikere i cykelsporten. Længden på brostensstrækningen er ca. 2.400 meter.
I 1973 besøgte Flandern Rundt brostensvejen for første gang. Et mindesmærke for Flandern Rundt blev opført langs Paddestraat i 2005. Mindesmærket viser en brosten som et kendetegn for Paddestraat og en cirkel som et symbol for Flandern Rundt. Navnene på vinderne af hver udgave af Flandern Rundt, der passederede vejen, er markeret ved mindesmærket.
På Paddestraat styrtede Cofidis-rytteren Philippe Gaumont alvorligt i den regnfulde udgave af Flandern Rundt i 1999. Franskmanden kørte i spidsen af løbet, da han tog et højresving forkert og brækkede sit håndled. Svinget er siden blevet kaldt 'Gaumont-svinget'. I 2023 kommer Flandern Rundt ikke til at passere Paddestraat (ligesom i 1988 og 2011).
Paddestraat er også nogle gange blevet inkluderet i andre cykelløb som Omloop Het Nieuwsblad, E3 Harelbeke og tidligere i Tre dage ved Panne.